# カーゴトラム (チューリッヒ)
カーゴトラム（Cargo-Tram）は、スイスの都市・チューリッヒの路面電車（チューリッヒ市電）で運行されている列車の愛称。市内各地で大型ゴミや粗大ゴミなどのゴミを収集し、リサイクル工場や焼却場へ輸送する貨物列車である。この項目では、廃棄された電化製品をリサイクル施設へ運ぶEトラム（E-Tram）についても解説する。

## 導入までの経緯
2005年時点で36万人以上の住民が暮らすスイスの大都市であるチューリッヒでは同年時点で年間10万トンという大量のごみが排出されており、市内にはチューリッヒ市のゴミ処理部門であるチューリッヒ廃棄・リサイクル局（ERZ Entsorgung + Recycling Zürich）が所有するごみ処理施設が存在する。これらの施設へゴミを運ぶ手段としてはゴミ収集車や自家用車等の自動車が用いられていたが、渋滞により迅速な収集や輸送が難しい状況となっていた他、高齢化が進む中で自動車を運転しない人口が増加しており、家具を始めとした粗大ごみをゴミ処理施設へ運ぶ事が困難になる事態が予想された。更に処理のために費用を支払う必要があり、大型ゴミの不法投棄も問題視されていた。
そこで、チューリッヒ市では自動車に代わるゴミの輸送手段として路面電車を活用する事を決定し、2003年4月から専用列車を用いた特定の電停でのゴミ収集を開始した。これが「カーゴトラム（Cargo-Tram）」である。更に2006年1月からは家電を始めとした電子機器を専用に運ぶ列車も運行を開始しており、こちらは「Eトラム（E-Tram）」と呼ばれている。

## 運行
2021年現在、カーゴトラムおよびEトラムは月に1回チューリッヒ市電の路線網で運行しており、11箇所の電停で大型ゴミや廃棄されるガラス、陶器（カーゴトラム）および電気機器（Eトラム）の回収を行っている。回収したゴミのうち、リサイクルが可能なゴミはRUAGエンヴァイロメント（Ruag Environment AG）が所有するリサイクル工場に持ち込まれる一方、可燃性の大型ゴミ等についてはハーゲンホルツ廃棄物発電所（Kehrichtheizkraftwerk Hagenholz）で焼却され、生じた熱や電気は周辺の区域の暖房などに用いられる。
チューリッヒ市民のごみ処理の費用は無料であり、家から最寄りの電停までの大型ゴミの輸送用には手押し車が貸し出されている一方、ゴミを回収する電停に駐車場が設置されていない事から自動車を用いた最寄り電停への廃棄物の輸送は禁止されている。

## 車両
カーゴトラムおよびEトラムは、1両の牽引車（電車）がゴミ輸送用のコンテナを積載した2両の貨車を牽引する形の編成が組まれている。両者とも既存の車両を改造および流用したものであり、前者は旧型電車の車体を更新した事業用車両を転用した一方、後者は事業用に在籍していた2軸無蓋車をコンテナが積載出来るよう改造が実施されたものである。塗装は区別のため旅客用車両とは異なるデザインが用いられており、当初は窓周りの色が青色であったが、2021年現在は緑色に変更されている。

## 参考資料
- Gottfried Neuhold (2005年6月). Cargo-Tram Zurich – The environmental savings of using other modes (PDF) (Report). ERZ Entsorgung + Recycling Zürich. 2021年1月18日閲覧。